# Liste der denkmalgeschützten Objekte in Wallern an der Trattnach
Die Liste der denkmalgeschützten Objekte in Wallern an der Trattnach enthält die 5 denkmalgeschützten, unbeweglichen Objekte der Gemeinde Wallern an der Trattnach in Oberösterreich (Bezirk Grieskirchen).

## Denkmäler
| Foto |                 | Denkmal                                                                           | Standort                                                | Beschreibung | Metadaten |
| ---- | --------------- | --------------------------------------------------------------------------------- | ------------------------------------------------------- | --- | --- |
| ja   | Datei hochladen | Straßenbrücke, Breitwiesenbrücke HERIS-ID: 85244 Objekt-ID: 99434                 | Standort KG: Mauer                                      | | BDA-Hist.: Q38184846 Status: § 2a Stand der BDA-Liste: 2025-06-30 Name: Straßenbrücke, Breitwiesenbrücke GstNr.: 854/9, 854/8, 888/2                                                |
| ja   | Datei hochladen | Evang. Pfarrkirche A.B., Dreieinigkeitskirche HERIS-ID: 84737 Objekt-ID: 98881    | Evang. Kirchenplatz 1 Standort KG: Wallern              | Die heutige Kirche wurde 1851 im klassizistisch-romanischen Stil als Nachfolgebau des ersten evangelischen Gotteshauses aus dem Jahre 1784 errichtet. Anmerkung: Die Restaurierung der evangelischen Pfarrkirche in Wallern wurde 2005 mit dem Denkmalpflegepreis des Landes Oberösterreich ausgezeichnet. | BDA-Hist.: Q26240077 Status: § 2a Stand der BDA-Liste: 2025-06-30 Name: Evang. Pfarrkirche A.B., Dreieinigkeitskirche GstNr.: .43 Evangelische Pfarrkirche Wallern an der Trattnach |
| ja   | Datei hochladen | Evang. Pfarrhof HERIS-ID: 84738 Objekt-ID: 98882                                  | Evang. Kirchenplatz 1 Standort KG: Wallern              | | BDA-Hist.: Q38183755 Status: § 2a Stand der BDA-Liste: 2025-06-30 Name: Evang. Pfarrhof GstNr.: .42                                                                                 |
| ja   | Datei hochladen | Evang. Friedhof HERIS-ID: 52667 Objekt-ID: 60125                                  | Evang. Kirchenplatz 1, in der Nähe Standort KG: Wallern | Der evangelische Friedhof befindet sich in unmittelbarer Nähe zur Kirche. Am Eingangsportal befindet sich die Inschrift „Himmelan geht unsere Bahn.“ | BDA-Hist.: Q38053349 Status: § 2a Stand der BDA-Liste: 2025-06-30 Name: Evang. Friedhof GstNr.: 61                                                                                  |
| ja   | Datei hochladen | Kath. Pfarrkirche hl. Florian und ehem. Friedhof HERIS-ID: 52668 Objekt-ID: 60126 | bei Marktplatz 5 Standort KG: Wallern                   | Die Pfarrkirche wurde 1982 neu erbaut, nur der Kirchturm aus dem Jahre 1885 blieb unverändert aus der alten Bausubstanz erhalten. Im Altarraum befindet sich ein Missionskreuz von 1895 mit einem gotischen Christus, der aus Tirol stammt.                                                                | BDA-Hist.: Q26236466 Status: § 2a Stand der BDA-Liste: 2025-06-30 Name: Kath. Pfarrkirche hl. Florian und ehem. Friedhof GstNr.: .1                                                 |